# Classe L'Adroit (escorteur)
Pour les autres classes de navires du même nom, voir Classe L'Adroit.
La classe L'Adroit est un type d'escorteur côtier français inspiré des Patrol Coasters (PC), des patrouilleurs côtiers américains de classe PC-461. Construits pour la Marine nationale par plusieurs chantiers navals français après la Seconde Guerre mondiale, ils furent dénommés escorteurs côtiers.

Après une première série de 3 unités de la classe Le Fougueux, une seconde série de 11 escorteurs est construite. Ces petits bâtiments furent destinés à la lutte anti-sous-marine côtière.

## Histoire
Après la Seconde Guerre mondiale la marine française est réduite à de vieilles unités ayant survécu au conflit, à l'apport d'unités légères de l’US Navy et de la Royal Navy et aussi à des bâtiments allemands et italiens récupérés au titre des dommages de guerre.
L'expérience de la dernière guerre a démontré l'utilité de navires d'escorte pour la protection des convois océaniques et côtiers et des grands bâtiments. Dès 1943, apparaît donc un nouveau type d'escorteur comme les frégates britanniques de la classe River, les corvettes de classe Flower dont les Forces navales françaises libres (FNFL) seront équipées, puis à partir de 1944, les destroyers d'escorte américains de la classe Cannon.

En 1949, avec l'entrée dans la Guerre froide, les pays occidentaux dont la France envisagent la construction d'escorteurs capables de protéger les groupes aéronavals mais aussi les navires de commerce. Ces unités serviront dans le cadre de l'OTAN. La marine française se voit confier la mission prioritaire de la lutte anti-sous-marine. Elle décline ses futures constructions sur les escorteurs d'escadre, les escorteurs rapides de lutte anti-sous-marine et des escorteurs côtiers.

## Caractéristiques techniques

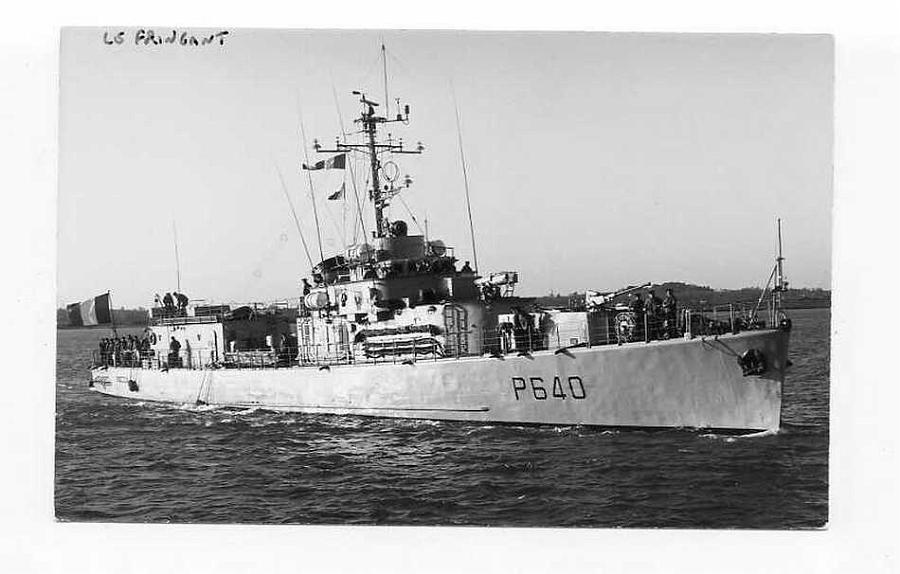
Le Fringant (P640).

L'escorteur côtier est un bâtiment léger de 400 tonnes de déplacement avec une vitesse maximum de 19 nœuds. Il est équipé de 4 moteurs diesel SEMT Pielstick développant une puissance totale de 3 240 ch sur 2 hélices.

Cette nouvelle série apporte quelques améliorations par rapport aux trois Fougueux. Meilleure solidité et habitabilité, mais curieusement ses canons de 40mm sont à commande manuelle et non hydraulique comme pour les Fougueux dont ils restent très proches. Leur coque est en acier et leur superstructure en alliage d'aluminium et de duralumin (AG5) Il embarque 2 « zodiacs » avec moteur hors-bord.

### Armement
Lutte anti-sous-marine :
- 1 sonar rétractable HF QCU 2
- 1 mortier de 120 mm
- 2 mortiers M.K.W.
- 2 lance-grenades Thornycroft
- 2 grenadeurs de sillage au cul du bâtiment

Défense antiaérienne :
- 2 canons bofors de 40 mm (commande manuelle) (1 pièce plage avant et 1 pièce plage arrière)

### Service
Les escorteurs servent d'abord pour la surveillance des côtes d'Afrique du Nord. Ils assurent aussi la formation des futurs marins.
En fin de carrière, 'Le Fringant se ra affecté à la surveillance des pêches en mer d'Irlande et mer du Nord. L'Intrépide fut équipé d'un tube lance-torpilles pour essais auprès du Centre de recherche sur les torpilles de Saint-Tropez.

### Électronique
- 1 radar de navigation DRBN-31 (puis DECCA)
- 1 sonar HF QCU2 (avec bulbe rétractable).

## Unités
| Nom         | Indicatif visuel | Chantier                                               | Lancement         | Service effectif   | Fin de service   | Destination                                           |
| ----------- | ---------------- | ------------------------------------------------------ | ----------------- | ------------------ | ---------------- | ----------------------------------------------------- |
| L'Intrépide | P630             | Constructions mécaniques de Normandie à Cherbourg      | 12 décembre 1958  | 28 juillet 1959    | 23 février 1979  | coulé comme cible en Méditerranée en 1983             |
| L'Ardent    | P635             | Augustin Normand au Havre                              | 17 juillet 1958   | 22 mars 1959       | 7 janvier 1980   | coulé comme cible en Méditerranée le 21 octobre 1980  |
| L'Etourdi   | P637             | Forges et Chantiers de la Méditerranée au Havre        | 5 février 1958    | 22 mars 1959       | 20 février 1978  | coulé comme cible en mer d'Iroise en 1978             |
| L'Effronté  | P638             | Augustin Normand au Havre                              | 27 janvier 1959   | 1er septembre 1959 | 10 avril 1978    | coulé comme cible en Méditerranée le 3 octobre 1979   |
| Le Frondeur | P639             | Direction des constructions et armes navales à Lorient | 7 octobre 1957    | 1er septembre 1959 | 29 novembre 1977 | coulé comme cible en Méditerranée le 28 décembre 1978 |
| Le Fringant | P640             | Forges et Chantiers de Méditerranée au Havre           | 6 février 1958    | 15 juin 1959       | 1er juin 1983    | coulé comme cible en Atlantique le - février 1997     |
| L'Adroit    | P644             | DCAN Lorient                                           | 5 octobre 1957    | 23 juin 1958       | 29 mai 1980      | coulé comme cible en 1985                             |
| L'Alerte    | P645             | DCAN Lorient                                           | 5 octobre 1957    | 16 juin 1958       | 29 mai 1980      | coulé comme cible en 1984                             |
| L'Attentif  | P646             | DCAN Lorient                                           | 5 octobre 1957    | 10 juillet 1958    | 20 février 1978  | coulé comme cible en Atlantique en 1978               |
| L'Enjoué    | P647             | DCAN Lorient                                           | 5 octobre 1957    | 19 août 1958       | 15 juin 1978     | vendu en 1984 détruit par un incendie en 1985         |
| Le Hardi    | P648             | CMN Cherbourg                                          | 17 septembre 1958 | 1er mai 1959       | 23 février 1979  | coulé comme cible en Atlantique en 1979               |